# Васильково (Могилёвская область)
Васильково (бел. Васількова) — деревня в Мстиславском районе Могилёвской области Белоруссии. Входит в состав Ходосовского сельсовета.

## География
Деревня находится в северо-восточной части Могилёвской области, в пределах Оршанско-Могилёвской равнины, на берегах реки Волчеса, к северу от республиканской автодороги Р73, на расстоянии примерно 26 километров (по прямой) к юго-западу от Мстиславля, административного центра района. Абсолютная высота — 178 метров над уровнем моря.

## История
В конце XVIII века деревня входила в состав Могилёвской экономии Великого княжества Литовского.
Согласно «Списку населенных мест Могилёвской губернии» 1910 года издания населённый пункт входил в состав Белицкой волости Чериковского уезда Могилёвской губернии. Имелось 36 дворов и проживало 15 человек (8 мужчин и 7 женщин).
Советская власть была установлена в январе 1918 года. В 1931 году был организован колхоз «Путь Ленина», который в 1932 году объединял 28 хозяйств и имел 332 га пашни. Имелась кузница по ремонту сельхозинвентаря.
Во время Великой Отечественной войны, в период с 15 июля 1941 года по 30 сентября 1943 года, деревня была оккупирована немецко-фашистскими захватчиками.
До 2012 года деревня входила в состав ныне упразднённого Заболотского сельсовета.